# Oltre il guado
Oltre il guado è un film horror italiano del 2013, diretto da Lorenzo Bianchini. Presentato alla 59ª edizione del Taormina FilmFest.

## Trama
Marco Contrada è un etologo naturalista abituato a inoltrarsi in solitudine nelle foreste friulane per posizionare microcamere su animali selvatici e studiarne spostamenti e comportamento. Una di queste riprese, una notte, mostra i ruderi di alcune case abbandonate in una zona estrema e poco conosciuta del bosco. Marco decide di raggiungere quelle strane abitazioni.
Il giorno seguente, con il suo camper, sotto una pioggia battente raggiunge il paese dimenticato superando il guado di un corso d'acqua. C'è qualcosa di strano in quel posto abbandonato. Macabri rinvenimenti forse non imputabili a un animale feroce e alcuni ritrovamenti all'interno della vecchia scuola diroccata spingono a pensare a qualcosa di diverso, qualcosa legato a un antico passato ancora pulsante tra quelle case. Il maltempo incessante continua a ingrossare le acque del torrente, rendendo impraticabile la via del ritorno.
Marco è bloccato "oltre il guado", in quel paese sperduto in una profonda e innaturale solitudine, forse intrappolato tra quelle case sinistre, forse intrappolato dalle sue paure. Ora però, improvvisamente, urla disumane rompono il silenzio del villaggio. Nel frattempo un vecchio sloveno, che da bambino abitava in quel villaggio, racconta a dei volontari arrivati per cercare l'etologo di due sorelle che venivano ritenute portatrici di disgrazia e quindi relegate e allontanate da tutti; quando i volontari arrivano al villaggio, si imbattono nel cadavere mezzo mangiato di Marco e vengono uccisi a loro volta dalle sorelle.

## Riconoscimenti
Il film viene presentato in anteprima mondiale al Taormina Film Fest 2013, nella sezione Fright&Fun, come unico film italiano selezionato. In seguito a ciò, nel luglio 2013, il film vince la menzione speciale al Fantasia Film Festival di Montréal, a cui partecipa in concorso insieme ad un unico altro film italiano, Ritual di Luca Immensi e Giulia Brazzale, con Alejandro Jodorowsky, con cui condivide il produttore esecutivo, Gianluigi Perrone.
Il film riceve nello stesso anno altri premi internazionali: vince come miglior film al Cinestrange Film Festival a Dresda, in Germania, e riceve due premi (miglior regista e miglior film della giuria giovane) al Festival de Cine de Terror de Molins de Rei; sempre nel 2013, in gara come unico film italiano al Ravenna Nightmare film festival, viene premiato come miglior film; sempre come miglior film vince al ToHorror di Torino dove viene definito «un film che, sfidando le logiche produttive del paese, dà prova di una vera idea di cinema in ogni suo aspetto, non solo è bene premiarlo, ma sottolinearne i meriti in modo che possa servire da modello per tutti gli altri talenti in circolazione».
L'anno si conclude con la proiezione al Lincoln Center di New York, dove il film è ospitato all'interno della rassegna Scary Movies 7 e viene scelto per la locandina dell'evento. Nel 2014 viene selezionato per l'Omaha Film Festival in Nebraska (USA), riceve una menzione d'onore per la giuria, per poi vincere come miglior film al Fantafestival di Roma, oltre che ricevere una menzione speciale nel contesto dell'Italian Horror Fest, vincendo dunque in tutti i festival del genere in Italia. Nel 2015 gli viene assegnato il premio speciale IOMA, nel contesto del Gold Elephant World di Catania, come miglior film indipendente italiano.